# Liste von Persönlichkeiten der Stadt Bad Schmiedeberg
Die Liste von Persönlichkeiten der Stadt Bad Schmiedeberg enthält Personen, die in der Geschichte der Stadt Bad Schmiedeberg (bis 1925: Schmiedeberg) im Landkreis Wittenberg in Sachsen-Anhalt eine nachhaltige Rolle gespielt haben. Es handelt sich dabei um Persönlichkeiten, die Ehrenbürger, hier geboren oder gestorben sind oder in Bad Schmiedeberg und den eingemeindeten Ortschaften und heutigen Ortsteilen gewirkt haben.
Für die Persönlichkeiten aus den nach Bad Schmiedeberg eingemeindeten Ortschaften siehe auch die entsprechenden Ortsartikel.

## Ehrenbürger
- 2009: Siegfried Scholz, Kurdirektor a. D.

## Söhne und Töchter der Stadt
Die folgenden Personen sind in Bad Schmiedeberg bzw. den eingemeindeten Ortschaften oder den heutigen Ortsteilen der Stadt geboren. Ob sie ihren späteren Wirkungskreis in Bad Schmiedeberg hatten oder nicht, ist dabei unerheblich.

### Persönlichkeiten der Frühen Neuzeit
- Johann Hildebrand, auch Hildebrandt (1614–1684), Komponist und Schriftsteller, geboren in Pretzsch
- Johann Nicolaus Anton (1737–1813), lutherischer Theologe

### Persönlichkeiten des 19. Jahrhunderts

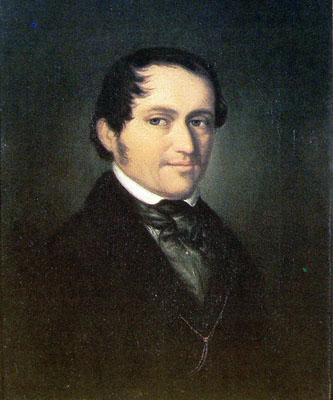
Friedrich Wieck (um 1830)

- Friedrich Wieck (1785–1873), Musiker und Musikpädagoge und Vater der Pianistin Clara Schumann, geboren in Pretzsch
- Franz Spitzner (1787–1841), Altphilologe und Pädagoge, geboren in Trebitz
- Friedrich Meurer (1792–1866), Pharmakologe und Mediziner, geboren in Pretzsch
- Moritz Meurer (1806–1877), lutherischer Theologe und Kirchenhistoriker, geboren in Pretzsch
- Ottilia Ludwig (1813–1900), Schriftstellerin, geboren in Söllichau
- Julius Wilhelm Otto Richter, Pseudonym: Otto von Golmen (1839–1924), Pädagoge. Als Gymnasiallehrer in Eisleben, Fürstenwalde, Wriezen und zuletzt in Berlin schrieb er zahlreiche Sachbücher für Schule und Haus und mehrere historische Romane, wurde in Pretzsch geboren.
- Karl Theodor Müller (1840–1909), Wasserbau-Ingenieur und zuletzt Rheinstrom-Baudirektor, geboren in Pretzsch
- Emil Zschimmer (1842–1917), Landschaftsmaler, „Maler der Dübener Heide“, geboren in Großwig, nach ihm wurde eine Straße benannt

### Persönlichkeiten des 20. Jahrhunderts
- Ernst Theumer (1890–1978), österreichischer Politiker (SPÖ)
- Paul Opitz (1897–nach 1967), Staatsbeamter
- Otto-Friedrich Gandert (1898–1983), Altertumswissenschaftler, geboren in Söllichau
- Hanns Gläser (1903–1977), Forstwissenschaftler, geboren in Söllichau
- Heinrich Schütz (1906–1986), KZ-Arzt
- Wolfgang Köppe (1926–2018), Künstler
- Hubert Matthes (1929–2018), Landschaftsarchitekt, geboren in Söllichau
- Jörg Damme (* 1959), Sportschütze, geboren in Pretzsch
- Karsten Polky (* 1964), Ringer

## Persönlichkeiten, die in der Stadt gestorben sind

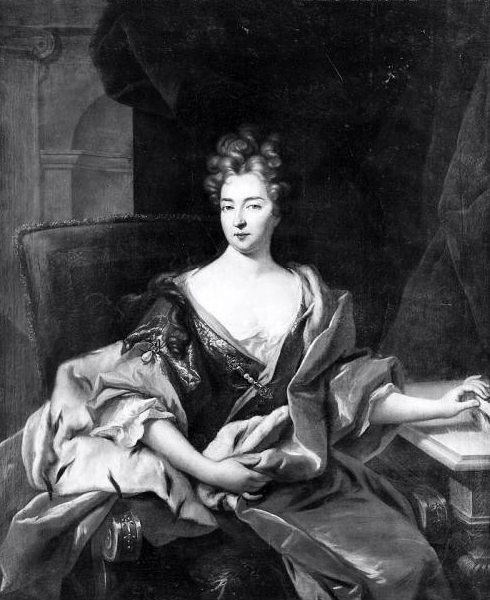
Eleonore von Sachsen-Eisenach (1692)

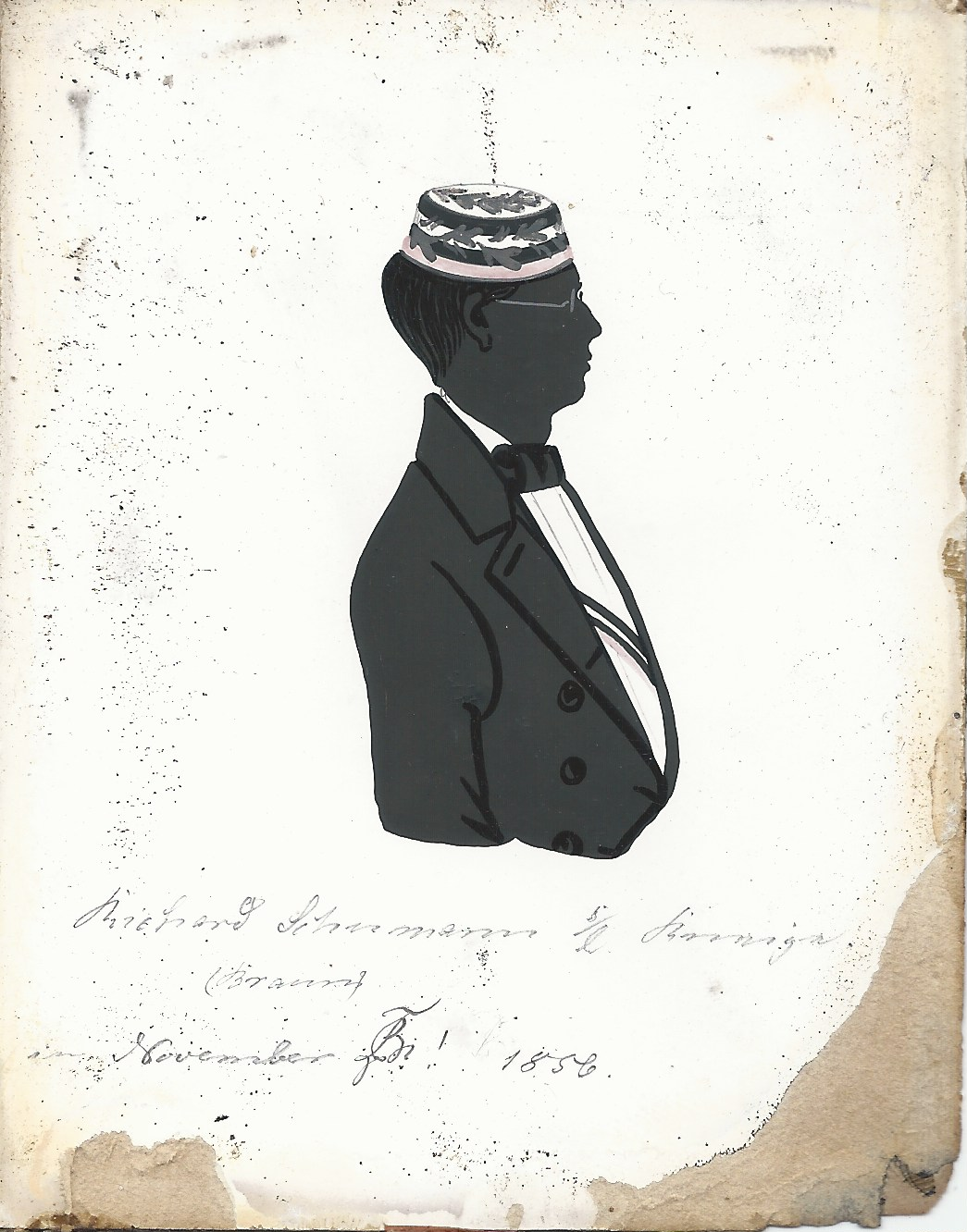
Richard Schumann (1856)

- Bernhard von Miltitz (um 1570–1626), Militär, Reisender und Diplomat, gestorben in Pretzsch
- Wolff Christoph von Arnim (1607–1668), kursächsischer Kammerherr, Geheim- und Kriegsrat sowie Generalleutnant. Er war Amtshauptmann zu Leipzig und Grimma, Oberkommandant der Festungen Pleißenburg und Wittenberg, starb in Pretzsch
- Georg David Ziegra (1653–1724), evangelischer Theologe
- Eleonore Erdmuthe L(o)uise v. Sachsen-Eisenach, verw. Markgräfin v. Brandenburg-Ansbach (1662–1696), 1662/64 Kurfürstin v. Sachsen, verstarb im Pretzscher Schloss
- Christiane Eberhardine von Brandenburg-Bayreuth (1671–1727), Kurfürstin von Sachsen und ab 1697 Titularkönigin von Polen, ist in der Stadtkirche „St. Nikolaus“ beigesetzt
- Johann Ernst Spitzner (1731–1805), evangelisch-lutherischer Theologe, Ökonom und Bienenzüchter, gestorben in Trebitz
- Richard Schumann (1837–1897), evangelischer Geistlicher und Parlamentarier

## Persönlichkeiten, die mit der Stadt in Verbindung stehen
- Hans Heinrich von Bräuneck (1684–1743), königlich-polnischer und kurfürstlich-sächsischer Kammer- und Jagdjunker sowie Oberforstmeister in Torgau und Wildmeister in Söllichau
- Oskar Benecke (1874–1957/60), Heimatforscher und Ortschronist, Naturschützer und Archivpfleger, von 1914 bis 1936 Volksschulrektor in Bad Schmiedeberg
- Otto Karstädt (1876–1947), Schultheoretiker, von 1909 bis 1913 Volksschulrektor in Bad Schmiedeberg
- Eduard Alfred Lehmann-Wittenberg (1889–1952), Maler, arbeitete in Bad Schmiedeberg
- Erwin Strittmatter (1912–1994), Schriftsteller, arbeitete in den 1930er Jahren in einer Bäckereien in Pretzsch
- Heinz Grahneis (1915–2007), Mediziner, richtete die erste Sanitätsstelle in Bad Schmiedeberg ein
- Johannes Kwaschik (* 1948), Theologe und Politiker (SPD), von 1979 bis 1986 Pastor in Bad Schmiedeberg und von 1990 bis 2002  Oberbürgermeister von Schwerin
- Jens Büchner (1969–2018), Schlagersänger, lebte in Bad Schmiedeberg